# Elga Kampfhenkel

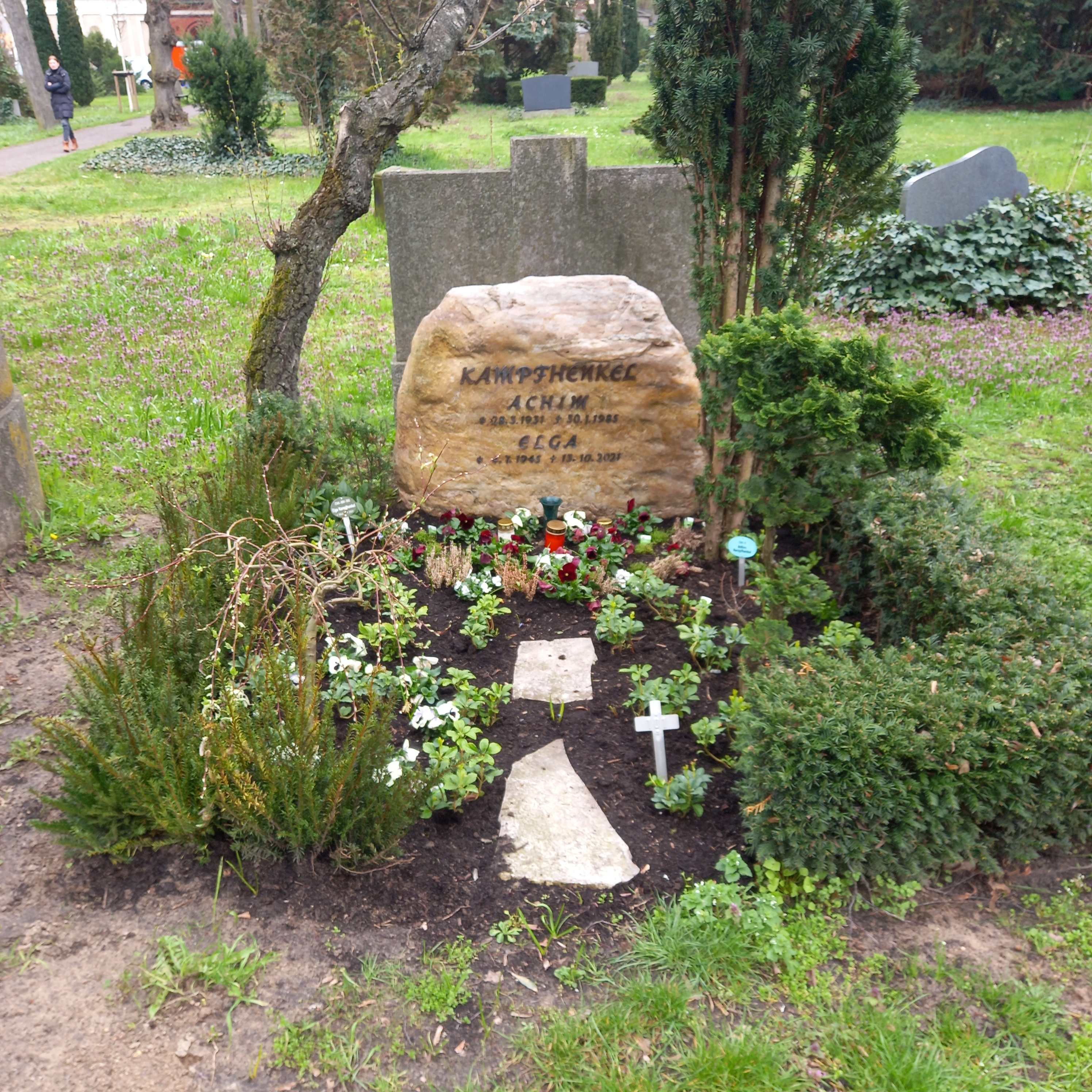
Das Grab von Elga Kampfhenkel und ihrem Ehemann Achim auf dem Dreifaltigkeitskirchhof II in Berlin

Elga Kampfhenkel (* 4. Juli 1945 in Kassel; † 13. Oktober 2021 in Berlin) war eine deutsche Politikerin (SPD). Sie war von 1985 bis 1999 Mitglied im Abgeordnetenhaus von Berlin.

## Biografie
Elga Kampfhenkel absolvierte nach dem Schulabschluss eine kaufmännische Lehre und arbeitete im Bereich der Buchhaltung. Sie war von 1971 bis 1986 auch Betriebsratsvorsitzende.

## Politik
Der SPD gehörte Elga Kampfhenkel seit 1963 an. Sie vertrat ihre Partei zunächst in der Bezirksverordnetenversammlung von Kreuzberg in den Jahren 1975 bis 1985. Anschließend wurde sie in das Abgeordnetenhaus gewählt, dem sie bis 1999 angehörte, zeitweilig als stellvertretende Fraktionsvorsitzende.
Nach der Neuordnung der Berliner Bezirke war sie von 2005 bis 2006 Vorsitzende des SPD-Kreisverbandes Friedrichshain-Kreuzberg.
Ihr Grab befindet sich auf dem Dreifaltigkeitskirchhof II in Kreuzberg.